# Alfred Ludwig (Botaniker)
Alfred Ludwig (* 12. Mai 1879 in Potsdam; † 21. August 1964 in Siegen) war ein deutscher Studienrat und Botaniker. Sein offizielles botanisches Autorenkürzel lautet „A.Ludw.“.

## Leben
Ludwig legte 1897 seine Reifeprüfung am Viktoriagymnasium in Potsdam ab und begann nach einem Freiwilligen-Jahr bei Militär 1898 ein Studium in Königsberg. Bereits nach einem Semester wechselte er nach Straßburg und studierte Naturwissenschaft, vor allem Chemie und Botanik, wo er 1905 mit einer biochemischen Dissertation promovierte.
In Straßburg gehörte Graf Solms-Laubach zu seinen botanischen Lehrern. Seine botanischen Interessen galten u. a. der Gattung Chenopodium; zunächst unterstützte ihn Josef Murr durch die Bestimmung schwer deutbarer Formen, später kam Ludwig durch eigene Kulturexperimente zu taxonomischen Ansichten über Chenopodium, die denen Murrs entgegenstanden.
Am 9. November 1906 legte Ludwig in Straßburg die Staatsprüfung für das Lehramt an höheren Schulen in Biologie, Chemie und Physik ab. Nach einer Station in Straßburg setzte er seine pädagogische Laufbahn ab 1907 an der Oberrealschule in Forbach (Lothringen) fort.
1908 heiratete er Maria Aeukens, die er 1902 bei einem Aufenthalt auf Helgoland kennengelernt hatte. Aus der Ehe gingen zwei Kinder hervor, Friedrich und Helga. Nach dem Ersten Weltkrieg, in dem Alfred Ludwig als Soldat diente, wurde die Familie am 10. Januar 1919 aus Elsaß-Lothringen ausgewiesen.
Ludwig siedelte sich in Siegen an und wurde Studienrat an der Oberschule für Jungen. Sein Sohn fiel 1939 im Zweiten Weltkrieg, seine Frau verstarb 1951. Er wurde 1947 pensioniert.
Seine botanischen Erkundungen führten ihn vom relativ artenarmen eigentlichen Siegerland auch in die botanisch reicheren Nachbargebiete.
Er bezog neben der Gefäßpflanzenflora auch parasitische Erscheinungen an Pflanzen in seine Untersuchungen ein. Ludwig entdeckte mehrere Dutzend bisher unbekannte Pilzarten; die Neubeschreibungen überließ er dabei Spezialisten.
Die Ergebnisse seines botanischen Forscherdrangs mündeten in Ludwigs 1952 publizierter Flora des Siegerlandes, die neben der Gefäßpflanzenflora in großer Detailliertheit auch parasitische Pilze, Gallen und Minen dokumentiert. Von Ludwig gesammelte Herbarbelege befinden sich unter anderem in Berlin (Herbarium Code: B) und Breslau (WRSL).